# Florian Freistetter

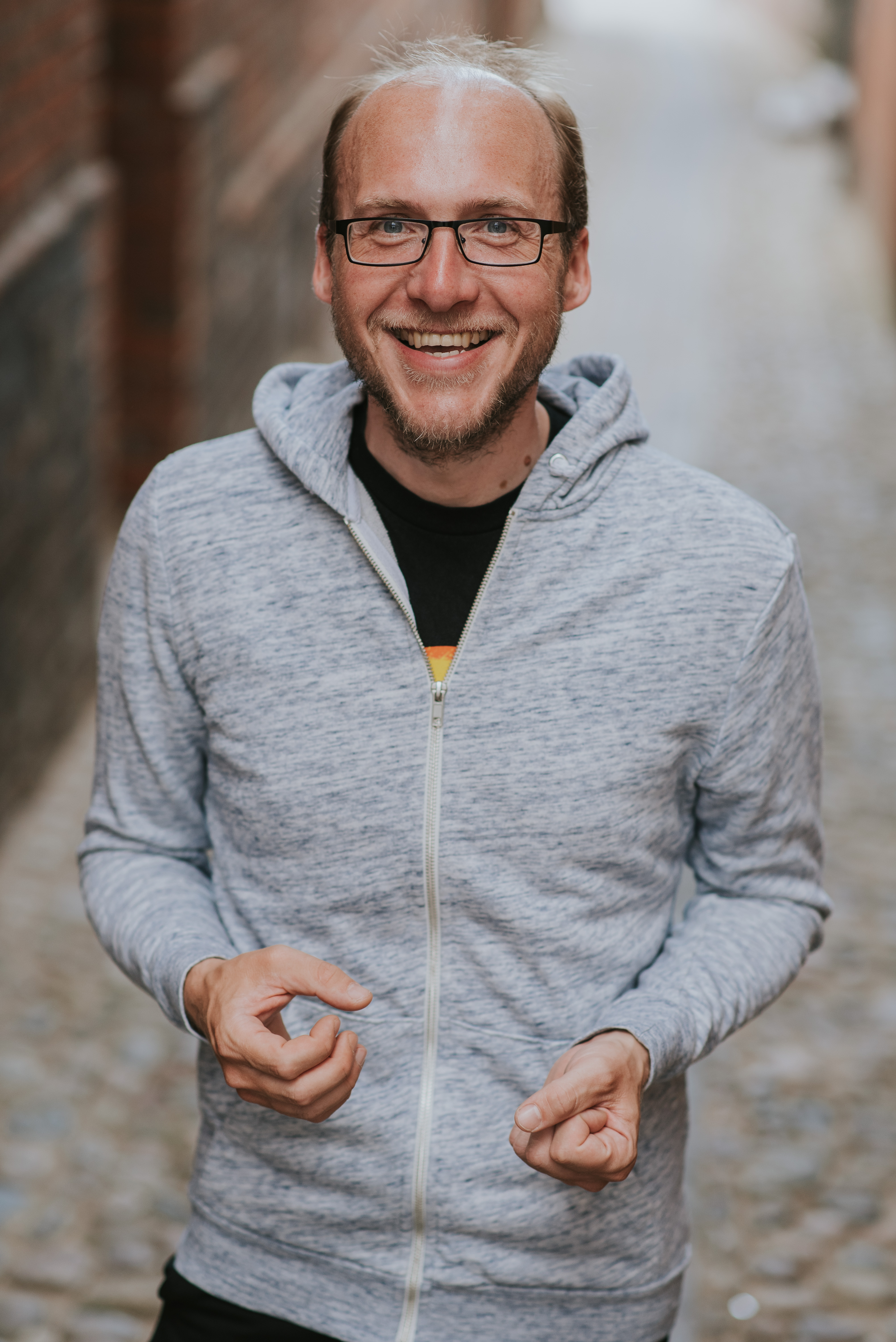
Florian Freistetter (2018)

Florian Freistetter (* 28. Juli 1977 in Krems an der Donau) ist ein österreichischer Astronom, Blogger, Buchautor und Podcaster.

## Leben
Freistetter wuchs in Furth bei Göttweig auf und maturierte am Bundesrealgymnasium Krems. Von 1995 bis 2000 studierte er Astronomie an der Universität Wien. Das anschließende Doktoratsstudium in Astronomie schloss er 2004 ab. Seine Dissertation behandelt die Kollisionswahrscheinlichkeiten erdnaher Asteroiden mit Planeten des inneren Sonnensystems. Freistetter war an verschiedenen Universitätsinstituten tätig: dem Institut für Astronomie der Universität Wien, dem Astrophysikalischen Institut (AIU) der Friedrich-Schiller-Universität Jena und dem Astronomischen Rechen-Institut (ARI) der Ruprecht-Karls-Universität Heidelberg. Seit 2011 ist Freistetter freier Wissenschaftsautor. Er lebt seit 2020 in Baden bei Wien.
Bekannt wurde Freistetter durch seine Tätigkeit als Wissenschafts-Blogger. Seit 2008 betreibt er beim Wissenschafts-Blog-Portal ScienceBlogs das Blog  Astrodicticum simplex. Freistetters Blog ist das erfolgreichste deutschsprachige Wissenschaftsblog und kommt pro Monat auf rund 400.000 Seitenaufrufe. Dort schreibt er über Astronomie, Wissenschaft und Pseudowissenschaft. Die österreichische Tageszeitung Der Standard bezeichnete ihn als „erfolgreichsten Wissenschafts-Blogger im deutschsprachigen Raum“. Zudem veröffentlicht er seit dem 1. Dezember 2012 einen wöchentlichen Podcast mit dem Namen Sternengeschichten und seit Januar 2014 zusammen mit Holger Klein den Podcast WRINT Wissenschaft. Von November 2014 bis Juni 2016 veröffentlichte Freistetter das Blog So ein Schmarrn! auf derStandard.at, wo er alle zwei Wochen zum Thema Pseudowissenschaft schrieb. Seit November 2016 schreibt er auf derStandard.at das Blog Hier irrte die Wissenschaft. Für Spektrum.de verfasst er seit Juni 2016 die wöchentliche Kolumne Freistetters Formelwelt, die auch jeden Monat in Spektrum der Wissenschaft veröffentlicht wird.
2012 erschien sein Buch Krawumm!, das sich mit Zusammenstößen von Atomkernen bis Universen beschäftigt sowie sein Buch 2012 Keine Panik, in welchem die unzähligen existierenden Weltuntergangstheorien zum 21. Dezember 2012 (u. a. Ende des Maya-Kalenders oder Zusammenstoß der Erde mit dem Planeten Nibiru) entkräftet werden sollen. Im 2013 erschienenen Buch Der Komet im Cocktailglas beschreibt Freistetter, wie Ereignisse im Kosmos auch im Alltag eine elementare Rolle spielen. 2014 folgte sein Buch Die Neuentdeckung des Himmels, das von der Suche nach extrasolaren Planeten und außerirdischem Leben handelt. 2015 erschien Asteroid Now, das sich mit der Rolle von Asteroiden für die zukünftige Entwicklung der Raumfahrt beschäftigt. Im Jahr 2017 wurde sein Buch Newton – wie ein Arschloch das Universum neu erfand veröffentlicht, das von Isaac Newtons eigenwilligen Charaktereigenschaften und deren Einfluss auf dessen Forschung handelt.
Seit Dezember 2015 gehört Freistetter zum Ensemble der Science Busters.
Seit dem 23. Juni 2020 veröffentlicht Freistetter alle zwei Wochen gemeinsam mit Ruth Grützbauch den Podcast Das Universum – Podcast über Astronomie, die Welt und alles andere. Seit dem 9. August 2021 veröffentlicht Freistetter zudem wöchentlich zusammen mit Claudia Frick den Podcast Das Klima, in dem der Sechste Sachstandsbericht des IPCC kapitelweise laiengerecht erläutert wird. Am 23. August 2021 erschien mit Eine Geschichte der Welt in 100 Mikroorganismen Freistetters erstes Buch, dessen Hauptschwerpunkt nicht astronomisch ist. Er verfasste das Buch gemeinsam mit dem Molekularbiologen Helmut Jungwirth.

## Auszeichnungen
- Deutscher IQ-Preis im Jahr 2012[13]
- Der am 16. April 2007 in der Volkssternwarte Drebach entdeckte Asteroid 2007 HT3 trägt seit Januar 2013 offiziell die Bezeichnung (243073) Freistetter.[14]
- Wissenschaftsbuch des Jahres 2014 des österreichischen Bundesministeriums für Wissenschaft und Forschung für Der Komet im Cocktailglas.[15]
- Leserfavorit bei der Wahl zum Wissensbuch des Jahres 2014.[16] mit Die Neuentdeckung des Himmels.
- Deutscher Kleinkunstpreis 2016 in der Sparte „Kleinkunst“ (gemeinsam mit den Science Busters)
- Salzburger Stier 2018 (gemeinsam mit den Science Busters)[17]

## Werke
- Eine Geschichte der Welt in 100 Mikroorganismen, gemeinsam mit Helmut Jungwirth, Hanser, München 2021, ISBN 978-3-446-27096-1
- Eine Geschichte des Universums in 100 Sternen, Hanser, München 2019, ISBN 978-3-446-26399-4.
- Hawking in der Nussschale: Der Kosmos des großen Physikers, Hanser, München 2018, ISBN 978-3-446-26245-4
- Warum landen Asteroiden immer in Kratern? 33 Spitzenantworten auf die 33 wichtigsten Fragen der Menschheit, gemeinsam mit Martin Puntigam und Helmut Jungwirth, Hanser, München 2017, ISBN 978-3-446-25727-6
- Newton – Wie ein Arschloch das Universum neu erfand, Hanser, München 2017, ISBN 978-3-446-25460-2.
- Asteroid Now, Warum die Zukunft der Menschheit in den Sternen liegt, Hanser, München 2015, ISBN 978-3-446-44309-9.
- Rosetta – Rendezvous im All, Hanser, München 2014, ISBN 978-3-446-24805-2.
- Der Astronomieverführer: Wie das Weltall unseren Alltag bestimmt (Neuausgabe von "Der Komet im Cocktailglas"), Rowohlt, Hamburg 2014, ISBN 978-3-499-62366-0.
- Die Neuentdeckung des Himmels: Auf der Suche nach Leben im Universum, Hanser, München 2014, ISBN 978-3-446-43878-1.
- Der Komet im Cocktailglas: Wie Astronomie unseren Alltag bestimmt, Hanser, München 2013, ISBN 978-3-446-43505-6.
- 2012 Keine Panik, JMB, Hannover 2012, ISBN 978-3-940970-38-1.
- Krawumm!: Ein Plädoyer für den Weltuntergang, Ecowin, Salzburg 2012, ISBN 978-3-7110-0025-5.